# 第75回国民体育大会
第75回国民体育大会（だい75かい こくみんたいいくたいかい）は、2020年（令和2年）に鹿児島県で開催が予定されていた国民体育大会である。本大会愛称は「燃ゆる感動かごしま国体」（もゆるかんどうかごしまこくたい）。イメージソングは『ゆめ～KIBAIYANSE～』、作詞・作曲・歌唱は鹿児島市出身でシンガーソングライターの辛島美登里）。本大会閉会後には第20回全国障害者スポーツ大会「燃ゆる感動かごしま大会」の開催が予定されていた（後節参照）。
冬季大会は青森県と富山県で開催され、愛称は青森県開催分が「氷都新時代!八戸国体」（ひょうとしんじだい はちのへこくたい）、富山県開催分が「とやま・なんと国体2020」（とやまなんとこくたいニーゼロニーゼロ）。
本大会と全国障害者スポーツ大会については新型コロナウイルス感染拡大の影響で2023年（令和5年）に開催が延期され、大会回数の付与されない特別国民体育大会・特別大会として開催された。奄美群島で開催される大会は奄美群島日本復帰70周年記念の冠称がつけられている。また、2024年の佐賀大会からは「国民スポーツ大会」（国スポ）の名称で開催されるため、「国体」の名称では今大会が最後の開催となる。

## 冬季大会

### スケート・アイスホッケー競技会（第75回国体）
氷都新時代!八戸国体は、青森県八戸市周辺を会場に、2020年1月29日 - 2月2日の会期で開催された国民体育大会冬季大会スケート・アイスホッケー競技会。八戸市では前年に屋内スケート場が竣工し、同施設が令和初の冬季国体の会場となった。青森県で冬季国体のスケート・アイスホッケー競技会が挙行されるのは第66回国民体育大会の冬季大会以来9年ぶりである。
| 競技名                 | 競技名                   | 競技名                                    | 会場地               | 会場                     |
| ---------------------- | ------------------------ | ----------------------------------------- | -------------------- | ------------------------ |
| スケート               | スピード（詳細）         |                                           | 八戸市               | YSアリーナ八戸           |
| スケート               | ショートトラック（詳細） |                                           | 三沢市               | 三沢アイスアリーナ       |
| スケート               | フィギュア（詳細）       |                                           | 三沢市               | 三沢アイスアリーナ       |
| アイスホッケー（詳細） | アイスホッケー（詳細）   |                                           | 八戸市               | テクノルアイスパーク八戸 |
| アイスホッケー（詳細） | アイスホッケー（詳細）   | 南部山アイスアリーナ (田名部記念アリーナ) | 八戸市               |                          |
| アイスホッケー（詳細） | アイスホッケー（詳細）   | 南部町                                    | ふくちアイスアリーナ |                          |

### スキー競技会（第75回国体）
とやま・なんと国体2020は、富山県富山市と南砺市で開催された第75回国民体育大会冬季大会スキー競技会である。会期は2020年2月16日 - 2月19日。富山県で冬季国体のスキー競技会が挙行されるのは2000年とやま国体以来20年ぶり。スローガンは「白銀の 世界をかける 風になれ」。開始式は南砺市福野体育館、表彰式は南砺市城端伝統芸能会館じょうはな座で執り行われた。
| 競技名 | 競技名                         | 競技名 | 会場地 | 会場                                                                    |
| ------ | ------------------------------ | ------ | ------ | ----------------------------------------------------------------------- |
| スキー | ジャイアントスラローム（詳細） |        | 南砺市 | たいらスキー場                                                          |
| スキー | スペシャルジャンプ（詳細）     |        | 富山市 | 富山県スキージャンプ場立山シャンツェ                                    |
| スキー | コンバインド（詳細）           |        | 富山市 | 富山県スキージャンプ場立山シャンツェ ／あわすの平クロスカントリーコース |
| スキー | クロスカントリー（詳細）       |        | 南砺市 | たいらクロスカントリーコース                                            |

### スケート・アイスホッケー競技会（特別国体）
2023年開催の特別国体スケート・アイスホッケー競技会は青森県八戸市周辺を会場に、1月28日 - 2月5日の会期で開催された国民体育大会冬季大会スケート・アイスホッケー競技会。愛称は未来へつなぐ八戸国体。

### スキー競技会（特別国体）
2023年開催の特別国体スキー競技会は2月17日から20日まで岩手県八幡平市で開催された。愛称はいわて八幡平白銀国体。

## 本大会の中止および特別大会としての開催
鹿児島県では1972年の第27回大会以来48年ぶりの開催となる予定だった。大会愛称は「燃ゆる感動かごしま国体」、スローガンは「熱い鼓動 風は南から」、大会マスコットは鹿児島県のPRキャラクターでもある「ぐりぶー」。
しかし、2020年2月以降、新型コロナウイルス感染拡大の影響を受けて主なスポーツイベントが中止・延期となる中、主催の日本スポーツ協会（JSPO）と鹿児島県、スポーツ庁、さらに全国障害者スポーツ大会の主催団体である日本障がい者スポーツ協会（JPSA）で対応を検討した結果、大会での感染リスクが避けられないこと、各都道府県で出場選手を決定するための予選が実施困難となったことなどを踏まえ、2020年6月19日に本大会並びに全国障害者スポーツ大会の2020年内の開催を取りやめ、大会を延期することを発表した（国体の延期は史上初）。
しかし、2021年は三重県（三重とこわか国体、2022年は栃木県（いちご一会とちぎ国体）、2023年は佐賀県（SAGA2023）、2024年は滋賀県での開催が決定しており、4県が予定通りの実施を要望していることから、1年順延とするのか、滋賀県の後（2025年開催）とするのか、あるいは他の方法を取るのか（前鹿児島県知事の三反園訓は「4県の中（間）のどこかで行われるよう努力したい」と4年以内の開催を希望していた）について、更に検討と調整が行われ、2020年9月25日にJSPO、JPSA、スポーツ庁、鹿児島県の4者協議の結果、鹿児島県における国民体育大会および全国障害者スポーツ大会を2023年（令和5年）に開催し、同年佐賀県で開催予定だった第78回国民スポーツ大会・第23回全国障害者スポーツ大会（SAGA2023）以降の開催を1年順送りすることで合意した。さらに、同年10月8日のJSPO臨時理事会で2023年の国体および障スポについて、「第◯回」といった回数を付与しない特別大会として扱うことが承認された。なお、開催要項等については今後、国体および障スポのそれぞれの手続に沿って正式に決定する予定となっている。
なお本来ならば、国体が何らかの不可抗力により開催中止が生じ、改めて延期開催を申し出る場合は開催予定年度5年前までに開催地内定→3年前に正式決定していなければならない（ただし、実際には開催予定年度の10年前ぐらいから事実上開催地が内定している）状態であるため、6年後以後（2026年以後）に、延期申請を申し出なければならないが、今回は上記の特例が認められた。

### 特別国民体育大会
特別国民体育大会「燃ゆる感動かごしま国体」は2023年10月7日から同月17日までの会期で行われた（会期前競技は同年9月16日から同月24日に実施）。
開会式は、テレビのみNHK総合テレビで全国放送され南日本放送（MBC）で鹿児島県内に向けて生中継した。競技も9月22日からの水泳と10月13日からの陸上がNHK Eテレで中継された。
2023年10月17日、閉会式が行われ、天皇盃・皇后盃とも東京都に授与。従来の国体旗にかえて新調された国民スポーツ大会の旗が開催地の佐賀県に渡された。

#### 実施競技・会場一覧

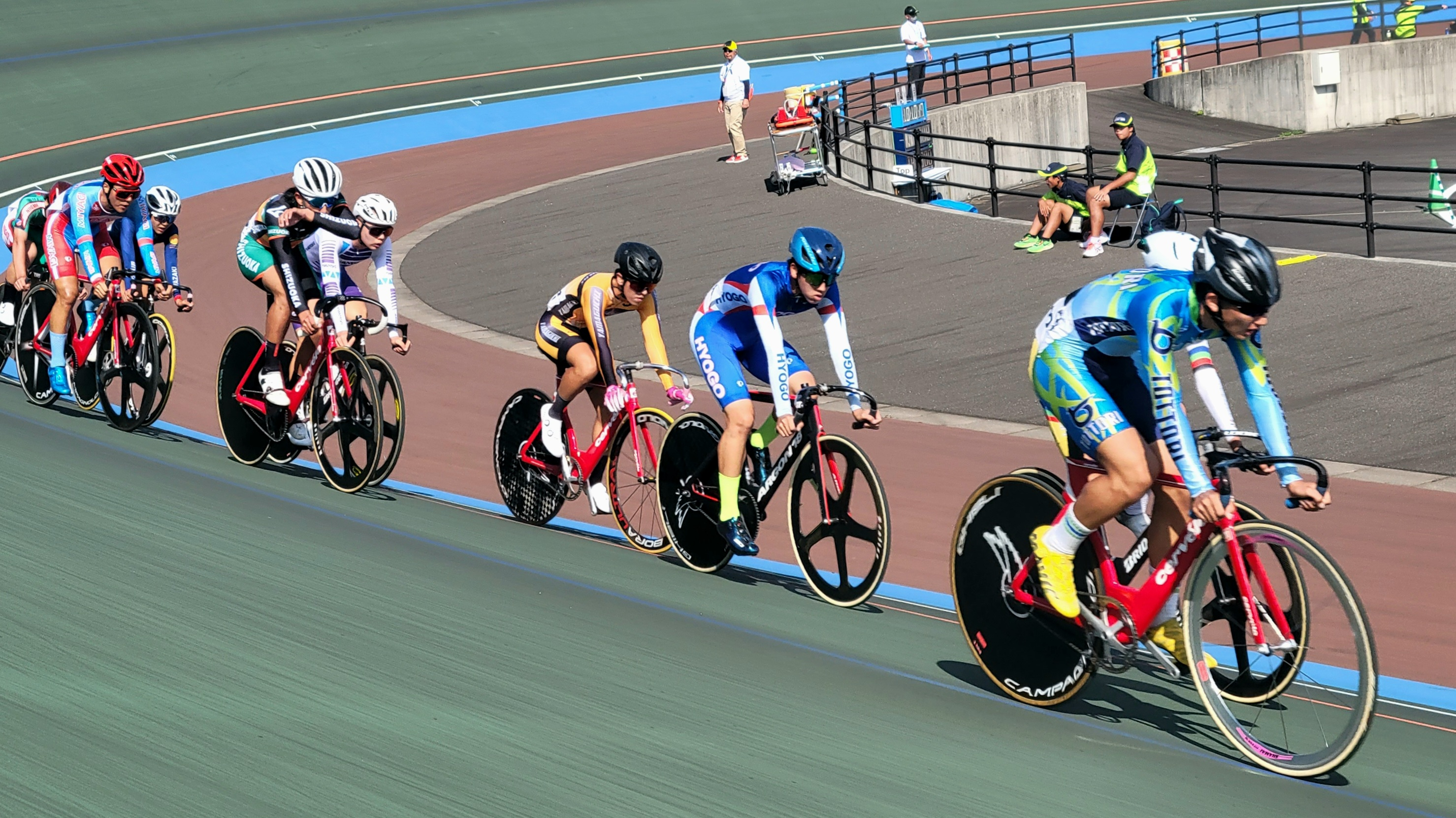
自転車トラック競技、鹿児島県根占自転車競技場（南大隅町）

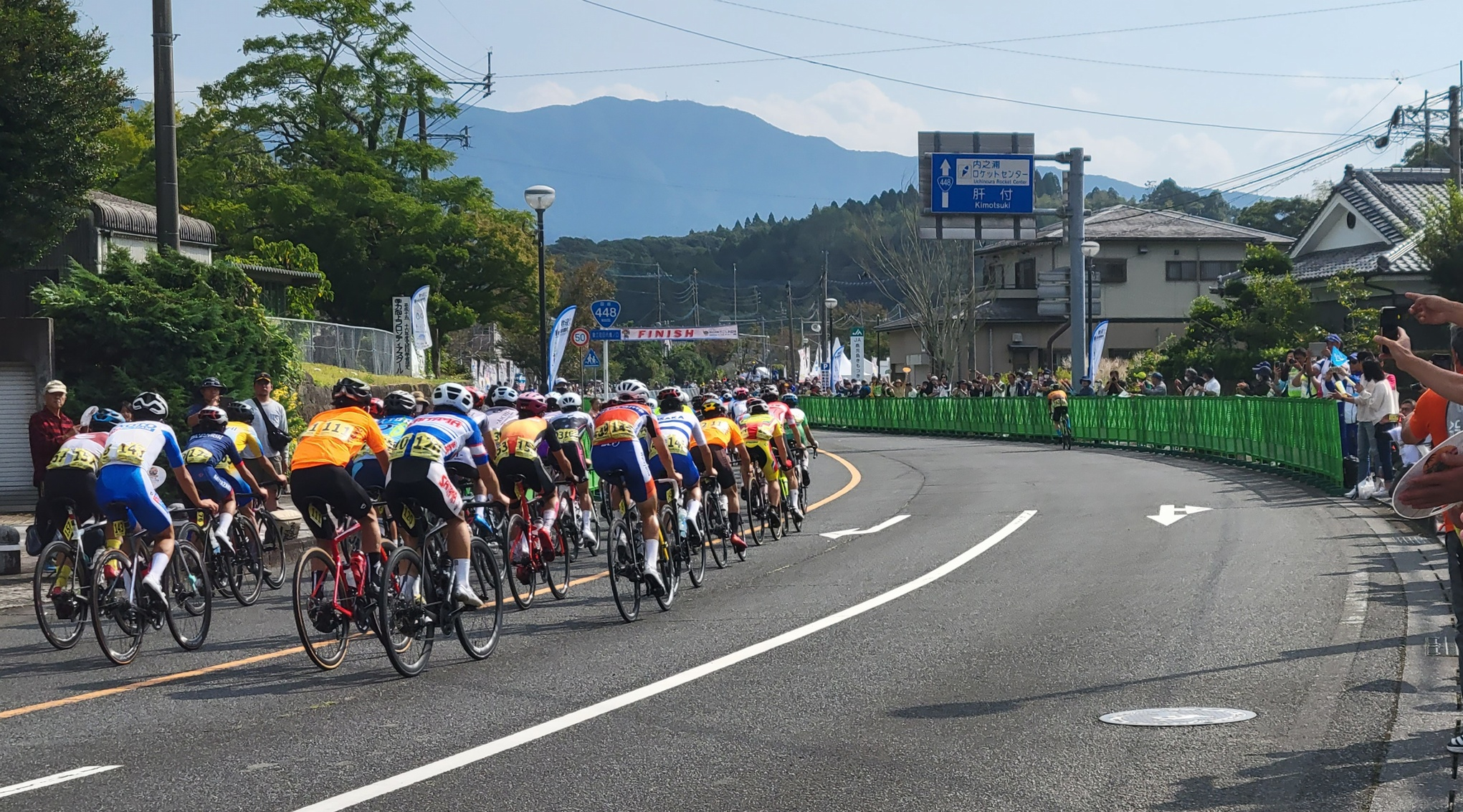
自転車ロードレース競技（錦江町）

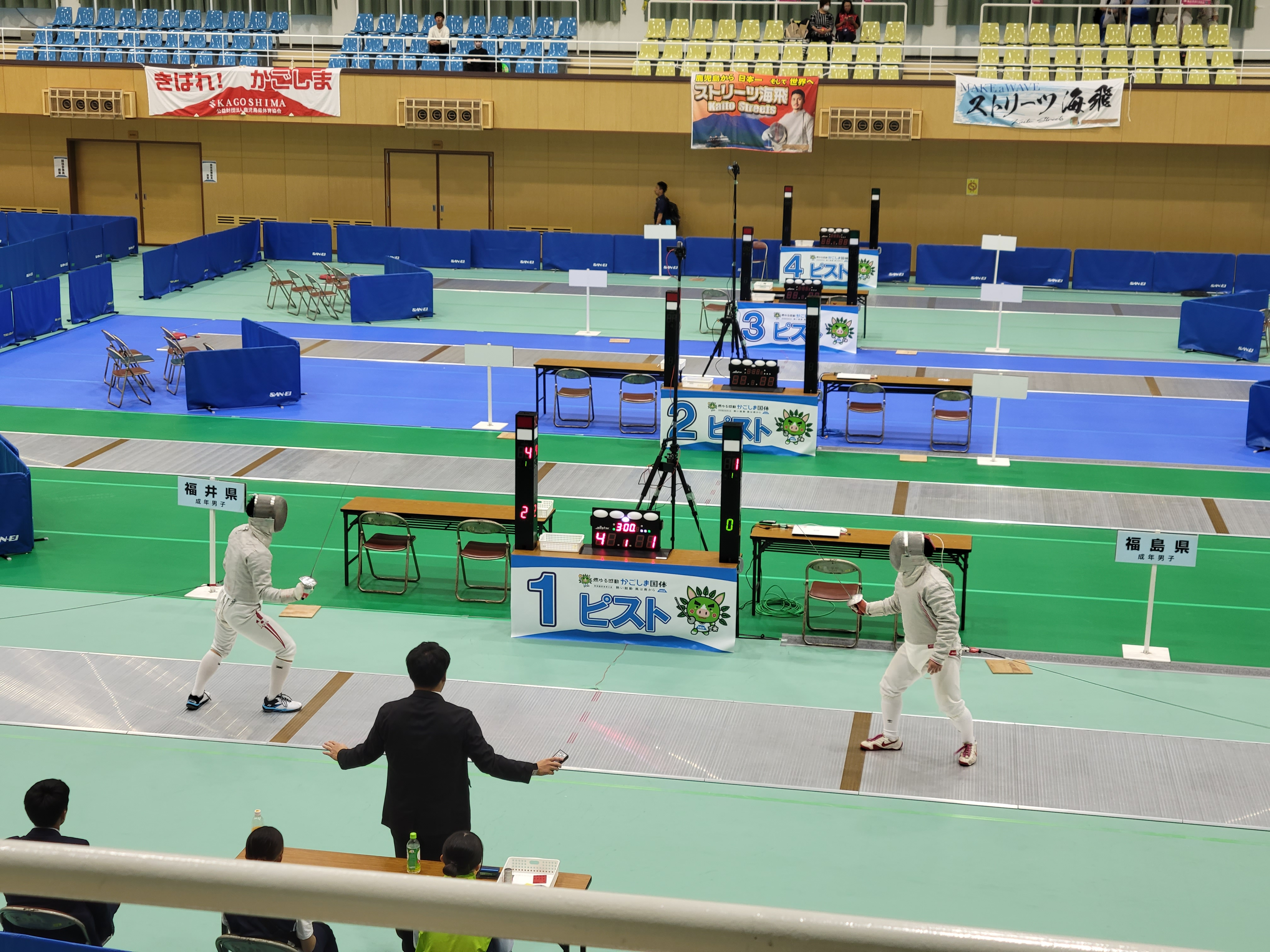
フェンシング競技、垂水中央運動公園体育館（垂水市）

実施競技・会場の一覧は以下のとおりである。☆は会期前競技。
| 実施競技                             | 会場 |
| ------------------------------------ | --- |
| 総合開閉会式・陸上競技               | 白波スタジアム（鹿児島市） |
| 水泳☆                                | 鴨池公園水泳プール（鹿児島市）、一湊海水浴場特設オープンウォータースイミング会場（屋久島町） |
| サッカー                             | 志布志運動公園陸上競技場、しおかぜ公園多目的広場（志布志市）、国分運動公園陸上競技場・多目的広場、まきのはら運動公園多目的広場（霧島市）、OSAKO YUYA stadium、加世田運動公園多目的広場、吹上浜海浜公園運動広場（南さつま市） |
| テニス                               | 東開庭球場、鹿児島県立鴨池庭球場（鹿児島市） |
| ローイング（ボート）☆                | 鹿屋市輝北ダム特設ボートコース（鹿屋市） |
| ホッケー                             | 丸山自然公園人工芝コート、薩摩川内市樋脇屋外人工芝競技場（薩摩川内市） |
| ボクシング                           | 阿久根総合運動公園総合体育館（阿久根市） |
| バレーボール（ビーチバレーは☆）      | いちき串木野市総合体育館（いちき串木野市）、平和公園串良平和アリーナ（鹿屋市）、桜島総合体育館、西原商会アリーナ（鹿児島市）、大崎町ビーチスポーツ専用競技場（大崎町）                                                       |
| 体操競技☆                            | 西原商会アリーナ（鹿児島市） |
| バスケットボール                     | 姶良市総合運動公園体育館、姶良市蒲生体育館（姶良市）、薩摩川内市総合運動公園総合体育館（薩摩川内市）、いちき串木野市総合体育館（いちき串木野市）                                                                             |
| レスリング☆                          | 日置市吹上浜公園体育館（日置市） |
| セーリング                           | 鹿児島市平川特設セーリング会場（鹿児島市） |
| ウエイトリフティング                 | 薩摩川内市入来総合運動場体育館（薩摩川内市） |
| ハンドボール                         | 霧島市国分体育館、霧島市溝辺体育館、霧島市横川体育館、霧島市隼人体育館、霧島市立国分中央高等学校精華アリーナ（霧島市） |
| 自転車トラック                       | 鹿児島県根占自転車競技場（南大隅町） |
| 自転車ロード                         | 大隅広域特設ロード・レースコース（鹿屋市、錦江町、南大隅町、肝付町） |
| ソフトテニス                         | 東開庭球場（鹿児島市） |
| 卓球                                 | 松元平野岡体育館（鹿児島市） |
| 軟式野球                             | 平和リース球場、鴨池公園野球場（鹿児島市）、日置市伊集院総合運動公園野球場、日置市東市来運動公園湯之元球場（日置市）、薩摩川内市総合運動公園野球場（薩摩川内市）、出水市総合運動公園野球場（出水市）                         |
| 相撲                                 | 奄美体験交流館（奄美市） |
| 馬術                                 | 霧島市牧園特設馬術競技場（霧島市） |
| フェンシング                         | 垂水中央運動公園体育館（垂水市） |
| 柔道                                 | 西原商会アリーナ（鹿児島市） |
| ソフトボール                         | 諏訪運動公園陸上競技場、知覧平和公園陸上競技場・多目的球場（南九州市）、開聞総合グラウンド（指宿市） |
| バドミントン                         | 指宿総合体育館（指宿市） |
| 弓道                                 | 出水市総合体育館特設遠的会場、出水市陸上競技場特設近的会場（出水市） |
| ライフル射撃                         | 鹿児島県ライフル射撃場、ハートピアかごしま（鹿児島市）、鹿児島県警察学校（姶良市） |
| 剣道                                 | 霧島市牧園アリーナ（霧島市） |
| ラグビーフットボール                 | 鹿児島県立サッカー・ラグビー場（鹿児島市）、北薩広域公園かぐや姫グラウンド・運動広場（さつま町） |
| 山岳                                 | 南さつま市加世田特設スポーツクライミング会場（南さつま市） |
| カヌースプリント                     | 伊佐市菱刈カヌー競技場（伊佐市） |
| カヌースラローム、ワイルドウォーター | 湧水町轟の瀬特設カヌー競技場（湧水町） |
| アーチェリー                         | 鹿児島ふれあいスポーツランド運動広場（鹿児島市） |
| 空手道                               | 薩摩川内市総合運動公園総合体育館（薩摩川内市） |
| 銃剣道                               | 霧島市立国分中央高等学校精華アリーナ（霧島市） |
| なぎなた                             | 枕崎市立総合体育館（枕崎市） |
| ボウリング                           | サンライトゾーン（鹿児島市） |
| ゴルフ☆                              | 霧島ゴルフクラブ、溝辺カントリークラブ（霧島市）、鹿児島高牧カントリークラブ（姶良市） |
| トライアスロン                       | 天城町特設トライアスロン会場（天城町） |
| トランポリン                         | 西原商会アリーナ（鹿児島市） |

#### 公開・特別競技
| 実施競技           | 会場                                            |
| ------------------ | ----------------------------------------------- |
| 高等学校野球硬式   | 平和リース球場（鹿児島市）                      |
| 高等学校野球軟式   | 出水市総合運動公園野球場（出水市）              |
| 綱引               | 垂水中央運動公園体育館（垂水市）                |
| 武術太極拳         | 曽於市末吉総合体育館（曽於市）                  |
| パワーリフティング | おきえらぶ文化ホール あしびの郷・ちな（知名町） |
| ゲートボール       | 指宿市営陸上競技場（指宿市）                    |
| グラウンドゴルフ   | 霧島市丸岡公園緑地公園（霧島市）                |

## 全国障害者スポーツ大会

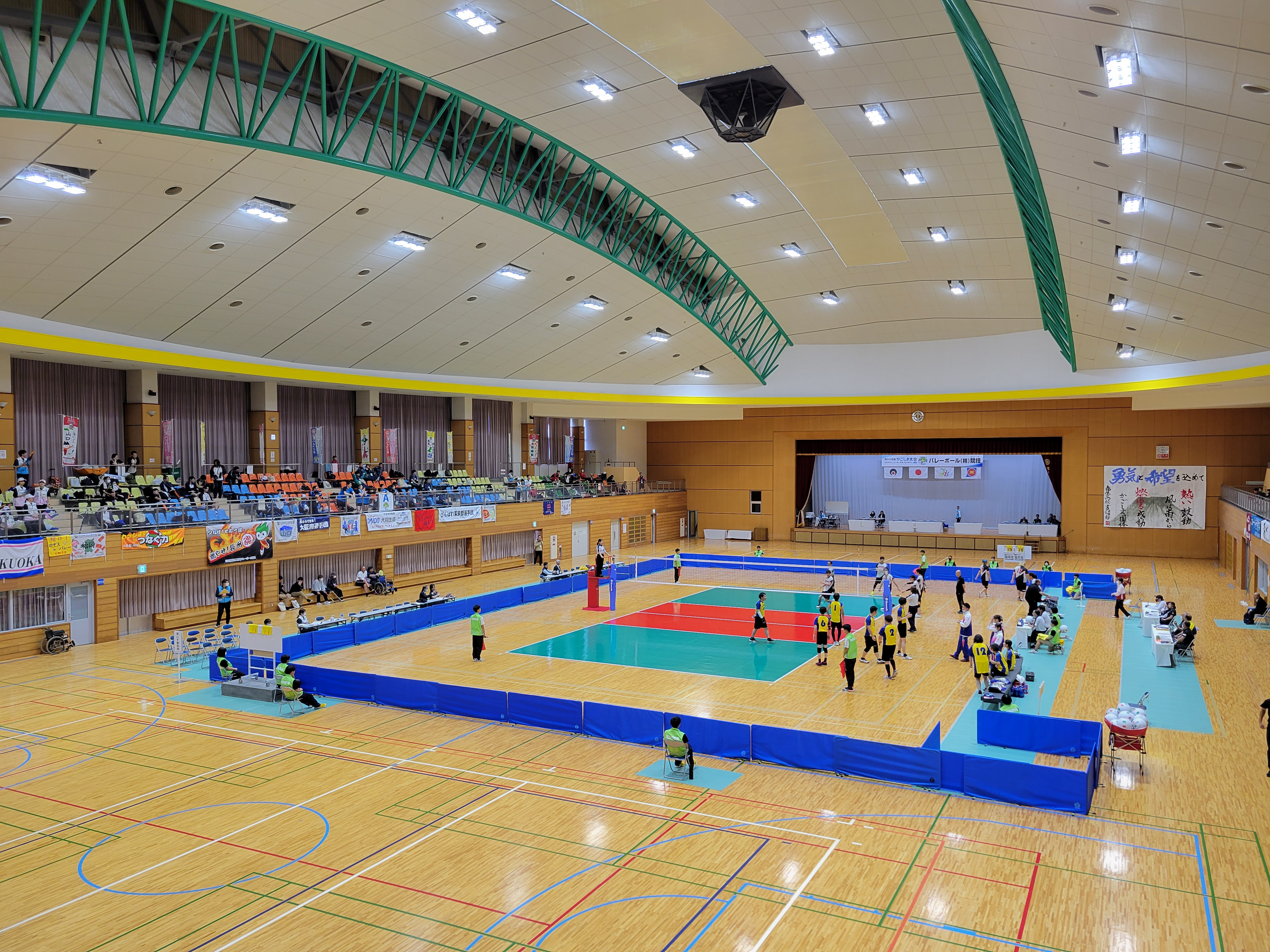
バレーボール競技（精神障害者の部）、串良平和アリーナ（鹿屋市）

全国障害者スポーツ大会の「燃ゆる感動かごしま大会」は、鹿児島県で国体閉会後の2023年10月28日から30日に開催された（当初の会期は2020年10月24日 - 26日の3日間）。国体本大会（秋季大会）の延期に併せて、2023年に「特別大会」として開催される。スローガンは国体本大会と共通の「熱い鼓動 風は南から」。開閉会式は国体本大会と同じく鹿児島市の鹿児島県立鴨池陸上競技場。実施競技と会場は下記のとおり。
| 競技名      | 競技名                     | 競技名                 | 競技名   | 会場地                   | 会場                         |
| ----------- | -------------------------- | ---------------------- | -------- | ------------------------ | ---------------------------- |
| 個 人 競 技 |                            | 陸上競技               | 身 知    | 鹿児島市                 | 白波スタジアム               |
| 個 人 競 技 |                            | 水泳                   | 身 知    | 鹿児島市                 | 鴨池公園水泳プール           |
| 個 人 競 技 |                            | アーチェリー           | 身       | 鹿児島市                 | 鹿児島ふれあいスポーツランド |
| 個 人 競 技 |                            | 卓球                   | 身 知 精 | 鹿児島市                 | 西原商会アリーナ             |
| 個 人 競 技 | （サウンドテーブルテニス） | 身                     |          | 鹿児島市                 | 西原商会アリーナ             |
| 個 人 競 技 |                            | フライングディスク     | 身 知    | 鹿児島市                 | 県立サッカー・ラグビー場     |
| 個 人 競 技 |                            | ボウリング             | 知       | 鹿児島市                 | サンライトゾーン             |
| 団 体 競 技 |                            | バスケットボール       | 知       | 姶良市                   | 姶良市総合運動公園体育館     |
| 団 体 競 技 |                            | 車いすバスケットボール | 身       | いちき串木野市           | いちき串木野市総合体育館     |
| 団 体 競 技 |                            | ソフトボール           | 知       | 南九州市                 | 知覧平和公園多目的球場       |
| 団 体 競 技 |                            | グランドソフトボール   | 身       | 指宿市                   | 開聞総合グラウンド           |
| 団 体 競 技 |                            | バレーボール           | 身 知    | 鹿児島市                 | 南栄リース桜島アリーナ       |
| 団 体 競 技 | 精                         | バレーボール           | 鹿屋市   | 平和公園串良平和アリーナ |                              |
| 団 体 競 技 |                            | サッカー               | 知       | 霧島市                   | 国分運動公園陸上競技場       |
| 団 体 競 技 |                            | フットベースボール     | 知       | 南九州市                 | 知覧平和公園陸上競技場       |

正式競技のほかに、障害者スポーツを普及する観点から有効と認められる競技として「スポーツウエルネス吹矢」「電動車椅子サッカー」「ふうせんバレーボール」の3競技がオープン競技として実施された。

## かごしま国体・かごしま大会イベントエフエム
本大会では、鴨池陸上競技場を訪れる視覚障害者などの観客向けに開閉会式の模様を実況中継するために、FMラジオ局「かごしま国体・かごしま大会イベントエフエム」が設置・運用された。運営主体は燃ゆる感動かごしま国体・かごしま大会実行委員会、周波数は88.6 MHz、送信出力は2 W、コールサインはJOYZ0AQ-FMであった。